# Мундерфинг
Мундерфинг (нем. Munderfing) — коммуна в Австрии, в федеральной земле Верхняя Австрия.
Входит в состав округа Браунау-на-Инне.  Население составляет 2682 человека (на 31 декабря 2005 года). Занимает площадь 31 км². Официальный код  —  40426.

## Политическая ситуация
Бургомистр коммуны — Мартин Фоггенбергер (АНП) по результатам выборов 2003 года.
Совет представителей коммуны (нем. Gemeinderat) состоит из 25 мест.
- АНП занимает 14 мест.
- СДПА занимает 10 мест.
- АПС занимает 1 место.

## Известные жители
- Хофбауэр, Луис (1889—1932) — австрийский художник.